# Ћуси
Ћуси су село у хрватском делу Истре. Налазе се на територији општине Церовље и према попису из 2001. године имају 45 становника.